# 井陉关
井陉关是太行山的主要山口之一，井陉关同娘子关隔山相对，同为军事重地，扼太行山井陉口。著名的井陘之战的遗址，著名将领韩信取得了他对抗优势力量的众多胜利之一。
汉朝遗址土门关位于旅游景点抱犢寨(石家莊市鹿泉區)附近。同名的井陉县位于山口西侧的山谷中。